# لازلو سزنتغرثي
لازلو سزنتغرثي (بالمجرية: Szentgróthy László)‏ (مواليد 11 أكتوبر 1891) هو سبّاح مجري، مثّل بلاده في الألعاب الأولمبية الصيفية 1912.

## روابط خارجية
لازلو سزنتغرثي على موقع أوليمبيديا (الإنجليزية)
- لازلو سزنتغرثي على موقع اللجنة الأولمبية المجرية (الهنغارية)